# Akceptowalność
Akceptowalność, akceptabilność – termin odnoszący się do wypowiedzeń, oznaczający zgodność danego wypowiedzenia z poczuciem językowym odbiorców komunikatu, inaczej jego sensowność. Brak elementu akceptowalności w komunikacie językowym nie oznacza jego niegramatyczności. Twórcą koncepcji akceptowalności jest Noam Chomsky.
Różnicę między gramatycznością a akceptowalnością obrazuje nonsensowne zdanie Colourless green ideas sleep furiously.
Pojęcie akceptowalności należy odróżnić od normatywnych koncepcji dopuszczalności (poprawności językowej), stosowanych w tradycji preskryptywizmu.

## Istota akceptowalności
Według Chomsky’ego istnieje różnica między akceptowalnością a gramatycznością, która pozostaje w związku z różnicą między performancją i kompetencją językową a pragmatyką i gramatyką – akceptowalność pozostaje w związku z performancją i pragmatyką, jako że ocena akceptowalności danego wyrażenia zależy zarówno od znajomości systemu językowego, jak i wiedzy ogólnej o świecie.
W praktyce określenie akceptowalności może przysparzać pewne problemy. Rodowici użytkownicy języków często nie są zgodni co do sensowności różnych wypowiedzeń językowych. Zjawisko to wynika z różnic środowiskowych i geograficznych: ze względu na różnice socjalne i dialektalne to samo wyrażenie może być akceptowalne dla jednych, a nieakceptowalne dla innych, np. polskie umią zamiast umieją, ang. ain’t zamiast is not. Akceptowalność ma zatem charakter względny i różni się na gruncie różnych odmian języka.
Wpływ na ocenę akceptowalności może mieć również preskryptywizm i przeświadczenie, że pewne formy językowe są z gruntu błędne. Autorytatywne rozstrzygnięcia gramatyki normatywnej mogą sprawić, że część użytkowników języka zacznie odrzucać pewne wypowiedzenia jako „niepoprawne”. Z punktu widzenia lingwistycznego również takie sposoby wypowiedzi są akceptowalne, o ile występują w sposób systematyczny wśród pewnej części społeczeństwa.
Akceptowalność uzależniona jest również od kontekstu sytuacyjnego, np. wyrażenie po południu trudno jest ocenić w kategorii akceptowalności bez wiedzy, w jakich okolicznościach zostało użyte. Można jednak ocenić je w kontekście: Kiedy przyjdziesz? Po południu. Ponadto akceptowalność nie ma jednolitej wartości i może występować w różnym stopniu nasilenia: według Polańskiego następujące wyrażenia można stopniować pod względem akceptowalności od najbardziej do najmniej akceptowalnego:
- Koń by się uśmiał z tego
- Pies by się uśmiał z tego
- Komar by się uśmiał z tego
- Kamień by się uśmiał z tego[8].

W opisach lingwistycznych wypowiedzenia nieakceptowalne oznacza się gwiazdką, a wypowiedzenia niezbyt akceptowalne (o charakterze marginalnym) – znakiem zapytania.
Pojęcia akceptowalności i gramatyczności nie zawsze są rozróżniane w sposób ścisły .

## Rodzaje akceptowalności
Wśród wyrażeń nieakceptowalnych można wyróżnić wyrażenia :
- niegramatyczne (np. Mężczyzna przyszła do pracy);
- niezgrabne stylistycznie lub semantycznie nieadekwatne (np. Piotr lubi czekoladę i babcię);
- semantycznie sprzeczne (np. Janek jest kawalerem, a żonę ma z Wrocławia);
- sprzeczne z wiedzą o świecie i wiedzą o rzeczywistości (np. Konie śpiewają w Ukajali).